# Szamurájdarázs
A szamurájdarázs (Trissolcus japonicus) a hártyásszárnyúak (Hymenoptera) rendjébe tartozó rovarfaj.

## Előfordulása

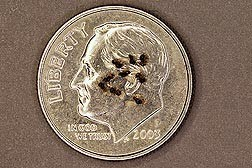
T. japonicus példányok mérete egy amerikai dime érméhez képest

A faj Ázsiából települt be Európába, Észak-Amerikába és már Chilébe is. Magyarországon még kevésbé terjedt el, de mára az európai országok mellett a tengerentúlon is megtelepedett. A szamurájdarázs Kelet-Ázsiában, köztük Kínában, Japánban, Dél-Koreában és Tajvanban őshonos.

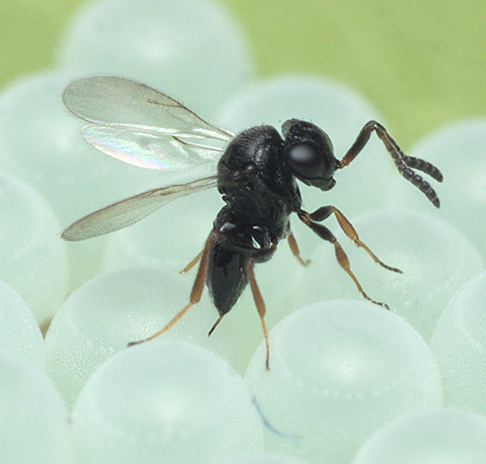
Egy szamurájdarázs poloskatojásokba rakja petéit

2014-ben két adventív populációt találtak az Egyesült Államokban a felmérések során, hogy azonosítsák, mely észak-amerikai parazitoidok támadhatják meg az ázsiai márványospoloskákat (Halyomorpha halys). A későbbi genetikai vizsgálatok kimutatták, hogy ezek a vadon élő populációk önmaguktól betelepültek: nem voltak rokonok sem egymással, sem a 2007 óta biológiai biztonsági vizsgálatok céljából karanténban tartott parazitoid laboratóriumi törzsével. Egy adventív európai populációt fedeztek fel hasonló felmérések során Svájc déli részén, az Olaszországgal határos Ticino kantonban 2017-ben.

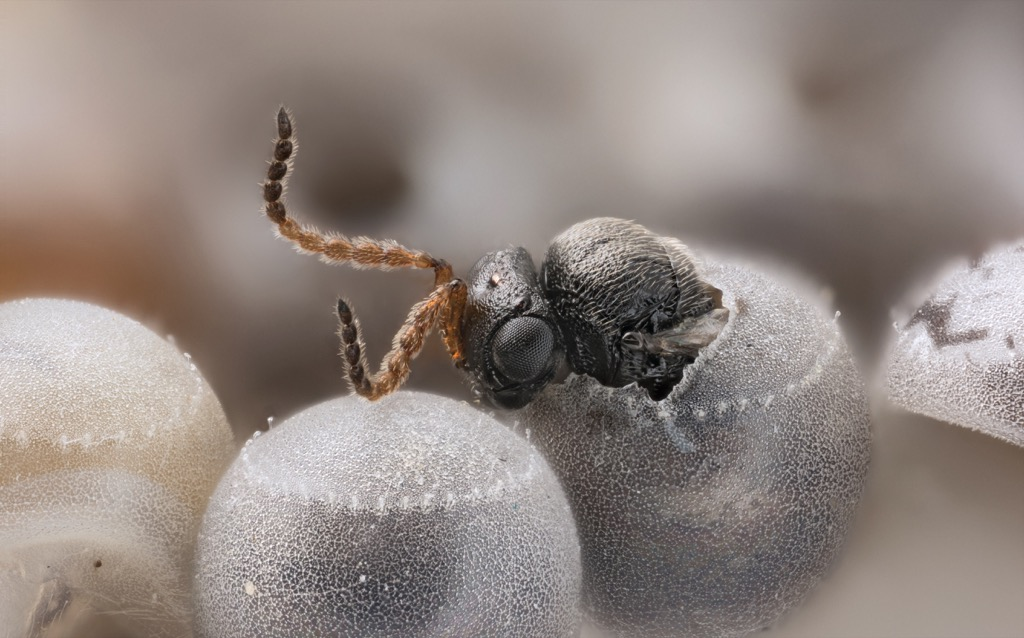
Poloskatojásokból kikelő egyed

## Megjelenése
A kifejlett példányok kis fekete testűek, narancssárga és fekete ízeltlábakkal és csápokkal. A felnőttek hossza 1-2 milliméter, nagyságuk a tojások méretétől függ amelyekből kikeltek.

## Életmódja
Embereket általában nem csípi meg. A szamurájdarázst a poloskák (Heteroptera) legnagyobb ősellenségének tartják számon. A faj tudatosan kutatja fel a poloskák tojásait. Egy-egy fullánkdöféssel petéit a poloskáéba helyezi, így a pete a fejlődése során felfalja a poloskalárvát, majd kirágja magát a burokból és tovaszáll. A szamurájdarázs természetes környezetében évente körülbelül 10 alkalommal szaporodik, ez azt jelenti, hogy a márványpoloskák tojásainak 90%-át elpusztítja.
Őshonos elterjedési területén a szamurájdarázs akár 10 generációt is képes kiteljesíteni évente, míg elsődleges gazdája. A nőstény darazsak átlagosan 42 tojást tojnak, és inkább a 3 naposnál fiatalabb gazdatojásokba költenek. A hímek kelnek ki először a petékből és ezután saját húgaikkal párosodnak. 

## Laboratóriumi felhasználása
A Trissolcus japonicus-t jelenleg az ázsiai márványpoloskák elleni biológiai védekezési programok tárgya az Egyesült Államokban, Európában és Új-Zélandon. Az USA-ban valószínűleg évekbe fog telni, amíg a darazsak elég nagy sűrűséget építenek ki a vadonban ahhoz, hogy mérhető hatást gyakoroljanak a poloskák populációjára, de folynak az erőfeszítések a vadon élő populációk laboratóriumi tenyésztésű példányokkal történő gyarapítására. 
A Trissolcus japonicus New York államban való közelmúltbeli újraelosztási erőfeszítései szintén bevonják a Citizen Science projekt résztvevőit a városi márványpoloska populációk csökkentésébe. Az amerikai mezőgazdasági minisztérium mezőgazdasági kutatószolgálat (ARS) tudósai azzal foglalkoznak, hogy kiderítsék, ez a parazita jellegű darázs bevethető-e biológiai védekező szerként az ázsiai márványpoloskák populációinak Ázsián kívüli csökkentésére.

## Fordítás
- Ez a szócikk részben vagy egészben  a   Trissolcus japonicus című angol Wikipédia-szócikk fordításán alapul.  Az eredeti cikk szerkesztőit annak laptörténete sorolja fel. Ez a jelzés csupán a megfogalmazás eredetét és a szerzői jogokat jelzi, nem szolgál a cikkben szereplő információk forrásmegjelöléseként.